# Batalion ON „Jarocin”

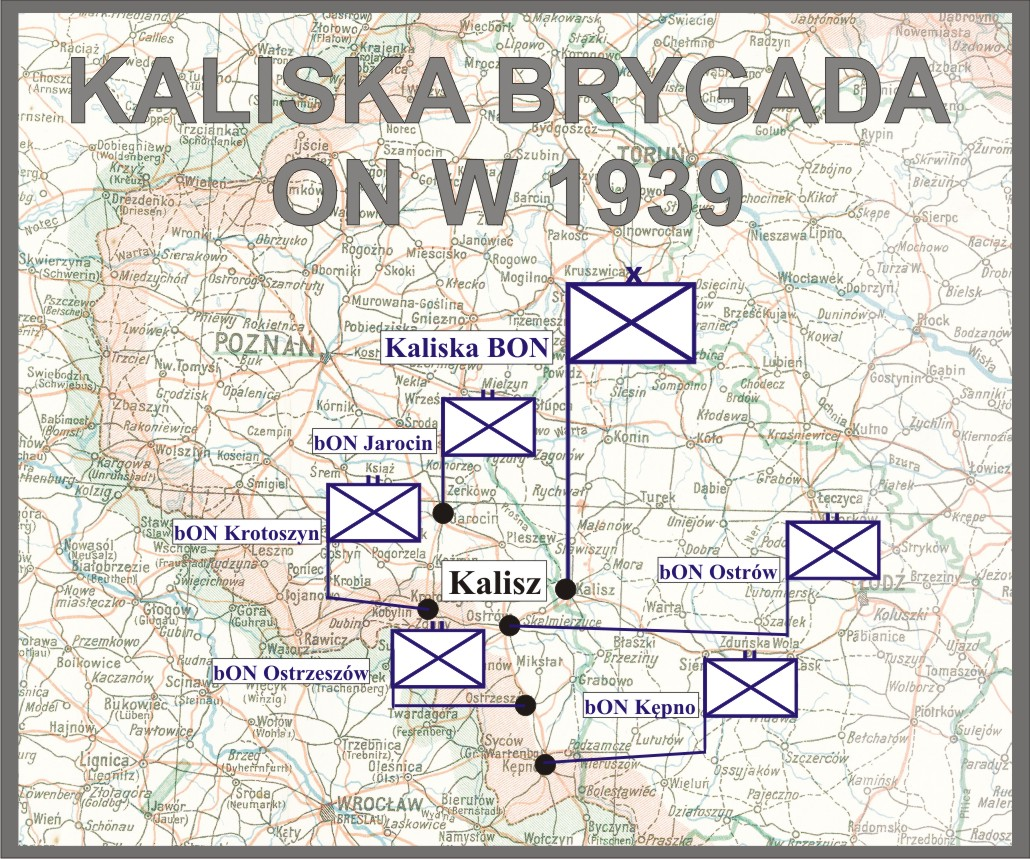
Kaliska ON

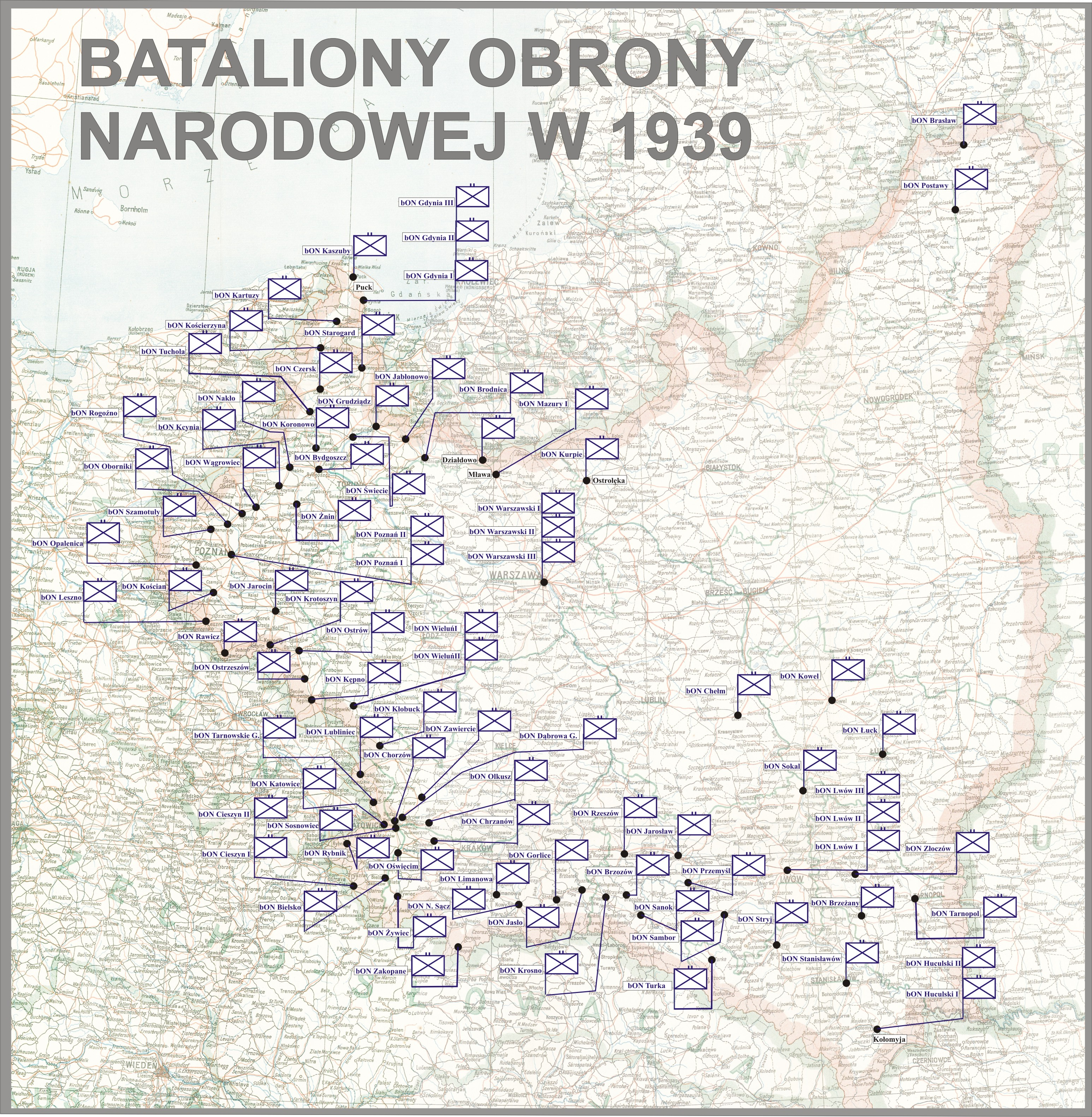
Obrona Narodowa w 1939

Koźmiński Batalion Obrony Narodowej (batalion ON „Koźmin”) – pododdział piechoty Wojska Polskiego II RP.
Jednostka sformowana została w maju 1939, w składzie Kaliskiej Brygady Obrony Narodowej, według etatu batalionu ON typ IV jako Jarociński batalion ON (batalion ON „Jarocin”). Początkowo dowództwo batalionu ulokowano w Jarocinie. Po zmianie dyslokacji pododdział przemianowany został na Koźmiński batalion ON. Jednostką administracyjną i mobilizującą dla batalionu był 70 pułku piechoty wielkopolskiej w Pleszewie.
Kampanię wrześniową rozpoczął w składzie Wielkopolskiej Brygady Kawalerii, broniąc odcinka „Nowe Miasto” razem z II batalionem 68 pułku piechoty wielkopolskiej oraz wspierającą je baterią z 14 Wielkopolskiego pułku artylerii lekkiej. 1 września podporządkowany został ppłk. dypl. Franciszkowi Junkerowi, dowódcy pułku ON, występującego także pod nazwą Zgrupowanie ON „Rudzica”.

## Organizacja po zmianie dyslokacji i obsada personalna
Obsada dowódcza 1 września 1939
- dowódca batalionu – kpt. Antoni Kostrzewa (komendant Obwodu WF i PW nr 70)
- adiutant batalionu – ppor. rez. Feliks Maciejewski
- oficer taborowy - por. rez. Antoni Rymarczyk
- oficer żywnościowy - st. sierż. Jan Katarzyński
- lekarz batalionu - por. lek. rez. Leopold August Wiatrolik
- dowódca plutonu łączności – st. sierż. Franciszek Andersz
- dowódca plutonu zwiadu – ppor. rez. Jan Kadziszewski
- dowódca plutonu ppanc. – chor. Stanisław Talbierz
- dowódca 1 kompanii ON „Pleszew” – kpt. Bolesław Dąbrowski
  - dowódca I plutonu - ppor. rez. Wiktor Tygner
  - dowódca II plutonu - ppor. rez. Stefan Chmara
  - dowódca III plutonu - ppor. rez. Bolesław Wawrzyńczak
  - dowódca plutonu ckm - NN
- dowódca 2 kompanii ON „Jarocin” – kpt. Michał Hybiak
  - dowódca I plutonu - ppor. rez. Józef Kościelniak
  - dowódca II plutonu - ppor. rez. Edward Kozłowski
  - dowódca III plutonu - ppor. rez. Franciszek Podeszwa
  - dowódca plutonu ckm - ppor. rez. Marcjan Niestrawski
- dowódca 3 kompanii ON „Dobrzyca” – por. rez. Marian Cichocki
  - dowódca I plutonu - ppor. rez. Władysław Leon Żurawski
  - dowódca II plutonu - ppor. rez. Zenon Wieczerski
  - dowódca III plutonu - ppor. rez. Józef Burzyński
  - dowódca plutonu ckm - ppor. rez. Adam Kopczyński